# 하문로
하문로(Hamun-ro, 河文路)는 충청북도 괴산군 불정면 이담삼거리에서 장연면 조곡교를 잇는 도로이다.

## 주요 경유지
충청북도
- 괴산군 (불정면 . 장연면)

## 노선 경로
전 구간 지방도 제508호선에 속하므로 이에 대한 별도 표기는 생략한다.
| 이름              | 접속 노선                 | 소재지 | 소재지 | 비고 |
| ----------------- | ------------------------- | ------ | ------ | ---- |
| 이담삼거리        | 지방도 제525호선 (감물로) | 괴산군 | 불정면 |      |
| 하문교            |                           | 괴산군 | 불정면 |      |
| 허기고개          |                           | 괴산군 | 불정면 |      |
| 조곡교            |                           | 괴산군 |        |      |
| 광천조곡로와 직결 |                           |        |        |      |